# Религиозная дискриминация
Религиозная дискриминация — ограничение людей в правах по признаку их религиозной принадлежности. В ряде стран, где представлены несколько религиозных общин, дискриминация обычно сопровождается религиозной стратификацией, то есть на социальной лестнице общины имеют более высокий или более низкий статус по отношению друг к другу.

## Исторический обзор

### Древний мир
В древнем мире религиозная принадлежность обычно совпадала с этнической. От иностранцев не требовалось почитание местных богов, так как они считались покровителями лишь местного населения. Отношение к чужим богам было различным: в одних случаях они воспринимались как демоны (так, санскритское слово «дэва» — божество имеет то же происхождение, что и персидское «дэв» — дьявол), в других — как просто «не свои», но реально существующие боги (таково было отношение древних греков к богам соседних народов — фракийцев, фригийцев и др.), которые в ряде случаев могли заимствоваться, в третьих — они могли отождествляться с местными богами (так, этрусские и римские боги, изначально имевшие оригинальное происхождение и культы, были отождествлены с греческими, а связанная с ними мифология адаптирована к греческим представлениям, например, Зевс — Тин — Юпитер, Гера — Уни — Юнона, и др.). Религиозная принадлежность рабов обычно хозяев не интересовала.
В Древнем Риме широкое распространение получил синкретизм, когда боги побеждённых народов присоединялись к римскому пантеону.
Библия — один из древнейших религиозных текстов, провозгласивший нетерпимость по религиозному, а не этническому принципу. Древние евреи уничтожали жителей Иерихона и ряда других городов на том основании, что Господь даровал им землю обетованную, а язычники-иноверцы занимали её неправомерно.

### Средние века
С распространением монотеизма распространилась и была узаконена также и религиозная дискриминация. Прогрессивным шагом было то, что другие народы стали восприниматься не как чужие в принципе, а как потенциальные объекты для обращения. Однако отказ от обращения налагал целый ряд ограничений, связанных с налогообложением, элементарными правами и др. Крупные общины иноверцев либо вообще были невозможны, либо они отгораживались от остального населения (см. Гетто). Переход в иную веру, как правило, считался тягчайшим преступлением. С другой стороны, на общины иноверцев не распространялась юрисдикция господствующей церкви, иноверцы не могли быть осуждены за ересь (но могли быть осуждены за попытку обратить в свою веру).

### Новейшая история

#### Российская империя, СССР, СНГ

##### После распада СССР
См. также Open Doors

#### Исламские страны

##### Угнетение шиитов
Шииты традиционно имели в арабских странах более низкий статус, чем сунниты, и были ограничены в возможности занимать ряд должностей. Усиление статуса шиитов в ряде арабских стран в XX в. (Ливан, Сирия, Ирак) привело к ожесточённым столкновениям между ними и суннитами, не желавшими терять привилегированный статус. Панисламские экстремистские организации (например, Аль-Каида) воспринимают шиитов как противников и осуществляют против них террор.

#### Западный мир

##### США
Законодательно закреплена свобода вероисповедания, однако принцип «политической корректности» приводит к тому, что празднование религиозных праздников всё чаще становится возможным только в частном кругу.
Учение ряда христианских конфессий противоречит законодательству (свидетели Иеговы — переливание крови, адвентисты — служба в армии, и др.).
Ряд традиционных индейских культов сталкивается с ограничениями в результате применения экологического законодательства.

## Дискриминация конкретных конфессий

### Антихристианство
Негативное отношение к христианам или христианству, поддерживаемое как отдельными людьми, так и целыми группами. Чёткий термин для описания данного явления, как такового, в русском языке до сих пор не сформирован. К этому понятию относятся сатанизм и дьяволопоклонничество, но они являются лишь частным проявлением антихристианской дискриминации.

### Исламофобия
В связи с активным притоком мигрантов в Европу, множество ультраправых и националистических партий выступают с исламофобской доктриной, так например российские партии «ДПНИ», «Родина» или «Великая Россия» выступали с резкой критикой ислама и против его распространения на этнической территории русских. Различные индуисткие националистические организации поддерживают антиисламские настроения в Индии, которые наращивались ещё со времён конфликта в Кашмире.

### Антииудаизм
Термин для выражения враждебности к иудеям отдельно от этнических евреев обычно не употребляется, такое отношение включается в понятие религиозного антисемитизма. В Средние века в Европе был распространён массовый христианский антисемитизм. В наши дни дискриминация по признаку отношения к иудаизму характерна для некоторых мусульманских стран.